# Christelijk-Democratische Unie

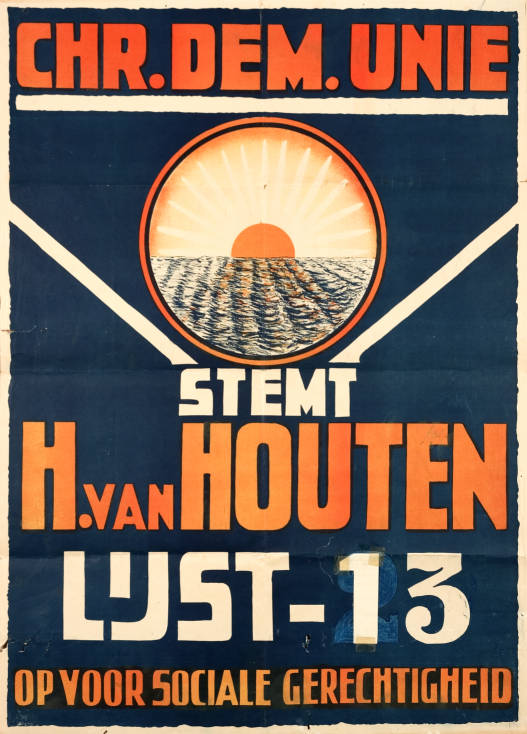
Wahlplakat der CDU (1937)

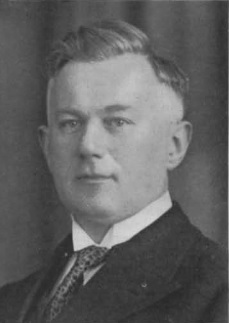
Harm van Houten

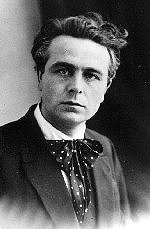
Fedde Schurer

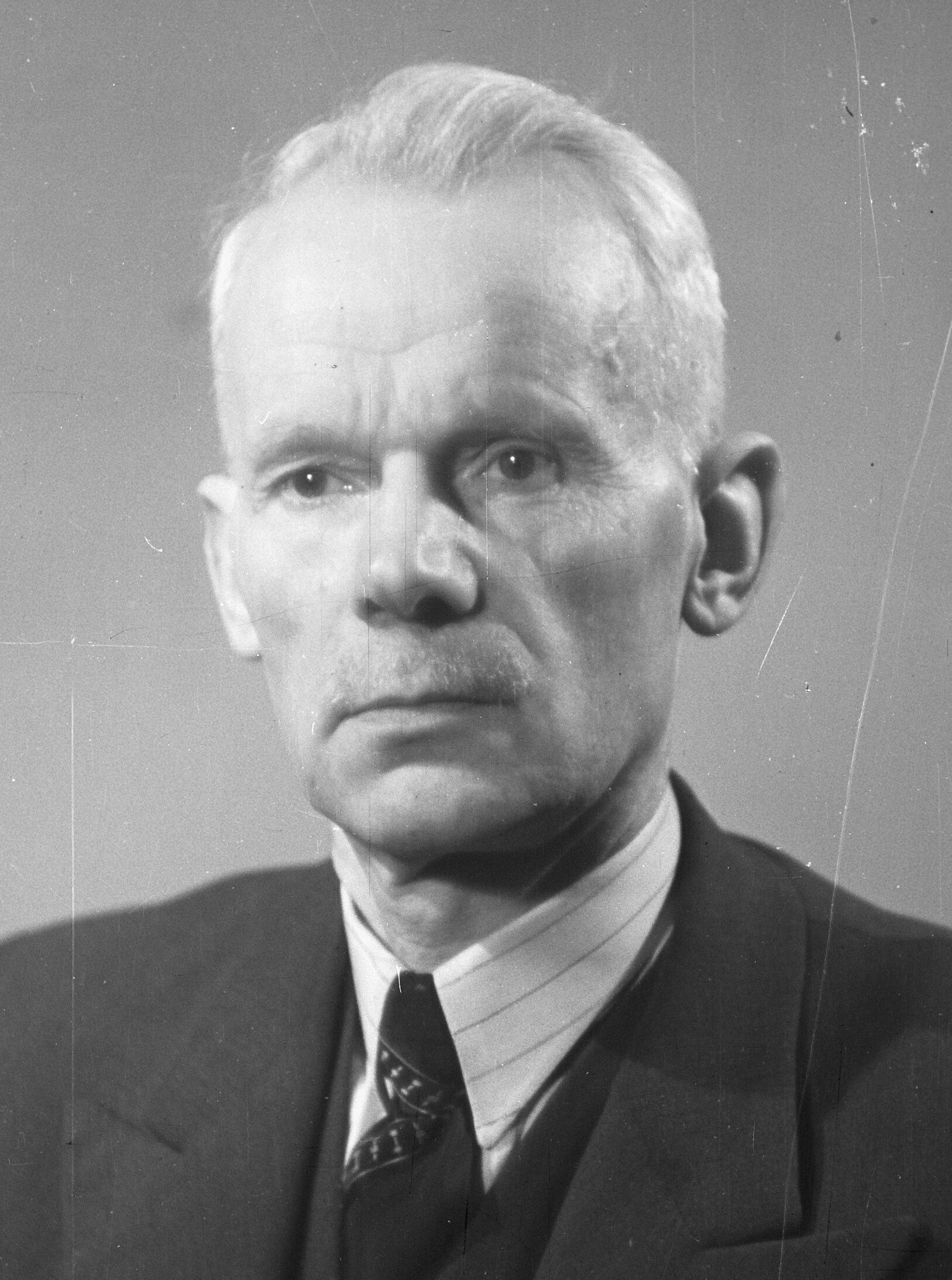
Rintje van der Brug

Die Christelijk-Democratische Unie CDU (Christlich Demokratische Union) war eine evangelisch-christliche, antimilitaristische politische Partei in den Niederlanden. Die Partei wurde 1926 aus drei kleinen christlich-sozialistischen Parteien gegründet und ging nach dem Zweiten Weltkrieg ging die CDU in der Partei der Arbeit PvdA (Partij van de Arbeid) auf.
Die CDU war zwischen 1929 und 1946 zunächst mit einem, später mit zwei Sitzen in der 100-köpfigen Zweiten Kammer der Generalstaaten vertreten und befand sich immer in der Opposition. Die Politisch-inhaltliche Führer der CDU waren Harm van Houten, Fedde Schurer und der Theologe Jan Buskes.

## Grundsätze
Die CDU strebte nach einer gerechten Gesellschaft auf der Grundlage biblischer Maßstäbe. Sie lehnte den Krieg als Mittel zur Konfliktlösung ab und vertrat eine völlig antimilitaristische Haltung. Um eine gerechtere Gesellschaft zu erreichen, müsse die angemessene Bedürfnisbefriedigung der Ausgangspunkt für Produktion und Verteilung sein. Die Arbeiter sollten ein Mitspracherecht haben und das Land sollte an die Gemeinschaft übergehen. Darüber hinaus müssten zahlreiche bedeutende Unternehmen verstaatlicht werden. Durch ein stark progressives Steuersystem sollte für gerechtere Einkommensverhältnisse gesorgt werden. In Kolonialfragen erkannte die CDU das Selbstbestimmungsrecht aller Völker an.

## Historische Entwicklung
Als Vorläufer der CDU gelten die Christlich-Soziale Partei CSP (Christelijk-Sociale Partij), die Christlich-Demokratische Partei CDP (Christen-Democratische Partij) und ein Teil des Bundes Christlicher Sozialisten BCS (Bond van Christen-Socialisten), der 1919 in der Christlichen Volkspartei CVP (Christelijke Volkspartij) aufging. Diese drei Splitterparteien gründeten 1924 die Christlich-Demokratische Föderation CDF (Christen-Democratische Federatie), der im Dezember 1926 in die CDU umgewandelt wurde.
Nach dem Zweiten Weltkrieg ging die CDU größtenteils in der PvdA auf. Einige ehemalige CDU-Mitglieder traten aufgrund ihrer pazifistischen Haltung später der Pazifistisch Sozialistischen Partei PSP (Pacifistisch Socialistische Partij) bei.

## Persönlichkeiten
Der bekannteste Vorsitzende der CDU war Harm van Houten, Direktor einer Versicherungsgesellschaft, dessen besonderes Engagement den Pachtbauern in Friesland. Weitere prominente CDU-Mitglieder waren Fedde Schurer, ein Friesischlehrer und Dichter, Rintje van der Brug, ein Typograf aus Gouda, und Pfarrer Jan Buskes, ein bekannter Amsterdamer Prediger. Nach 1946 wurden Schurer und van der Brug für die PvdA Mitglieder der Zweiten Kammer der Generalstaaten.

## Wählerschaft
Die Anhänger der CDU kamen teilweise aus dem liberalen Umfeld der Niederländisch-reformierten Kirche und teilweise aus den reformierten Gemeinden. Inspiriert wurden sie von dem in Deutschland tätigen Schweizer Theologen Karl Barth, der den Militarismus völlig ablehnte. Der CDU gehörten auch zahlreiche reformierte Pfarrer an, die 1926 aus ihrem Amt entlassen wurden und sich der Vereinigung Reformierter Kirchen im Wiederhergestellten Verbund (Gereformeerde Kerken in Hersteld Verband) anschlossen. Die Reformierte Synode ergriff verschiedene Disziplinarmaßnahmen gegen CDU-Mitglieder, da die Reformierte Kirche der Ansicht war, die CDU strebe eine zu radikale Gesellschaftsreform an.

## Wahlergebnisse
Bei der Parlamentswahl am 1. Juli 1925, der letzten Wahl vor Gründung der CDU trat noch die Vorgängerpartei CDF/CDP an, die im Dezember 1926 in der CDU aufging. Bei den darauf folgenden Wahlen trat die CDU unter dem neuen Namen an und erreichte dabei in der Zweiten Kammer mit 100 Sitzen folgende Ergebnisse:
| Wahl           | Ergebnis in Prozent | Sitze |
| -------------- | ------------------- | ----- |
| 1. Juli 1925   | 0,5                 | 0     |
| 3. Juli 1929   | 0,4                 | 0     |
| 26. April 1933 | 1,0                 | 1     |
| 26. Mai 1937   | 2,1                 | 2     |

## Fraktion/Gruppe der CDU in der Zweiten Kammer
Die Christlich Demokratische Union war vom 9. Mai 1933 bis zum 9. Februar 1946 in der Zweiten Kammer der Generalstaaten vertreten. Die Fraktion hatte von 1937 bis 1946 zwei Mitglieder. Anführer der Gruppe war Harm van Houten, der jedoch nach der Befreiung von der deutschen Besatzungsmacht nicht ins Parlament zurückkehrte. Im Februar 1946 wechselten die beiden Mitglieder zur neu gegründeten PvdA-Fraktion, in der Rintje van der Brug und ab 1956 Fedde Schurer die einzigen beiden Mitglieder der CDU waren.